# 邓志聪
邓志聪（1969年—），广东乳源人，瑶族，中华人民共和国政治人物、第十一届全国人民代表大会广东地区代表。
毕业于广东省党校乳源分校经济管理专业，是中共党员。担任广东省乳源瑶族自治县游溪镇党委书记。2008年起担任全国人大代表。